# Hôtel Angleterre
Pour les articles homonymes, voir Hotel d'Angleterre.
 (septembre 2022).
Si vous disposez d'ouvrages ou d'articles de référence ou si vous connaissez des sites web de qualité traitant du thème abordé ici, merci de compléter l'article en donnant les références utiles à sa vérifiabilité et en les liant à la section « Notes et références ».

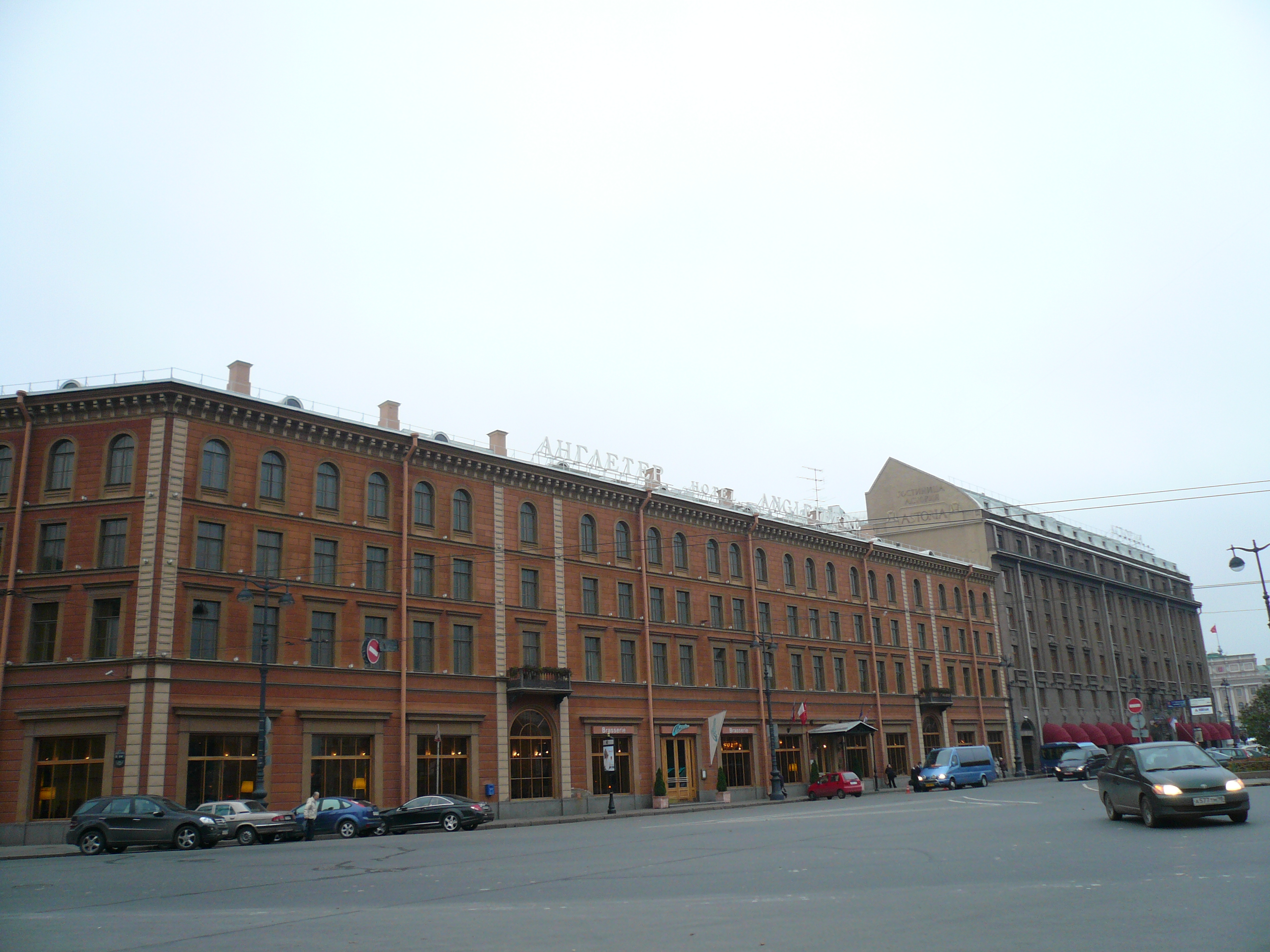
Façade de l'hôtel Angleterre donnant sur la place Saint-Isaac, avec le salon de thé du rez-de-chaussée.

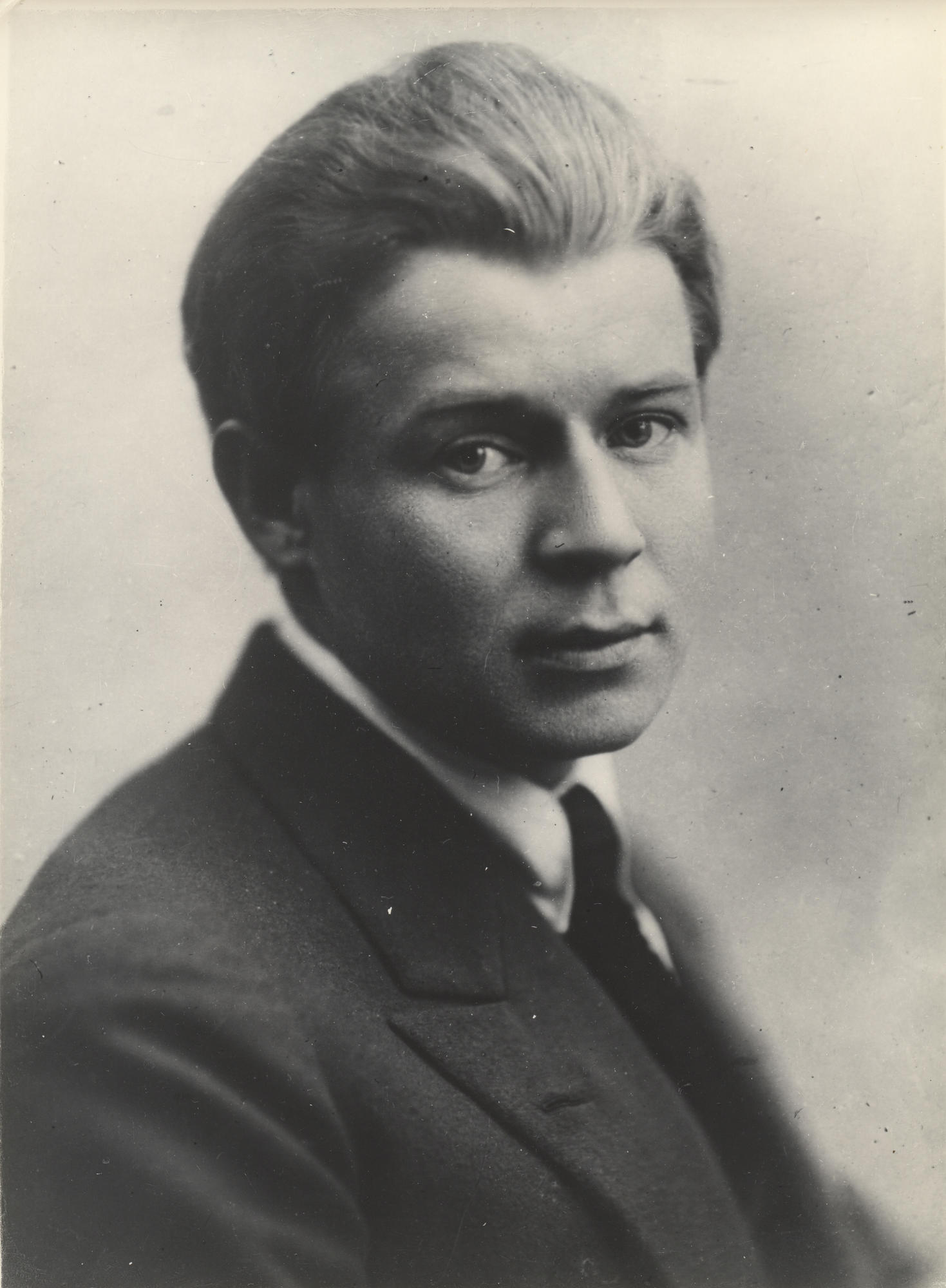
Essénine en 1925

L'hôtel Angleterre (russe : Гостиница Англетер) est un hôtel cinq-étoiles de Saint-Pétersbourg, en Russie. Situé sur la place Saint-Isaac à proximité de la cathédrale Saint-Isaac et de l'Astoria, il vient de subir[Quand ?] une restauration importante au terme de laquelle il compte 193 chambres, dont cinq suites. Il est membre de Rocco Forte Hotels.

## Histoire
L'hôtel se situe dans un immeuble construit en 1845-1846 pour servir d'immeuble de rapport à la famille Poggenpohl. Il est transformé en hôtel en 1876. Il est nommé au début hôtel Schmidt-Angleterre, d'après le nom de la première propriétaire, Thérèse Schmidt, puis Anglia (Angleterre en russe), et à partir de 1911, Angleterre (en français). Lorsqu'il est nationalisé en 1919, il devient l' hôtel International, mais reprend son nom d' hôtel Angleterre de 1925 à 1948, où il devient hôtel de Léningrad (Léningradskaïa). Il a failli être démoli en 1987 et la population de la ville s'en est émue. Ce fut l'une des premières manifestations de l'avant-perestroïka (du 16 au 18 mars). Il y eut ensuite des réunions publiques  pendant plus d'un mois organisés par diverses personnalités du monde de la culture. Finalement l'hôtel garde ses façades extérieures et est reconstruit totalement à l'intérieur de 1987 à 1991. Il est alors réuni à l'hôtel Astoria, dans son prolongement.

## Clients notables
Isadora Duncan y vécut pendant l'été 1921. Elle était la maîtresse de Serge Essénine qui se suicida le 28 décembre 1925 dans la chambre n° 5. Il y laissa, écrit de son sang, son poème célèbre, Au revoir mon ami, au revoir.